# Lijst van voetbalinterlands Engeland - Spanje
Deze lijst van voetbalinterlands is een overzicht van alle officiële voetbalwedstrijden tussen de nationale teams van Engeland en Spanje. De landen hebben tot op heden 28 keer tegen elkaar gespeeld. De eerste ontmoeting was een vriendschappelijke wedstrijd in Madrid op 15 mei 1929. Het laatste duel, de finale van het Europees kampioenschap voetbal 2024, vond plaats op 14 juli 2024 in Berlijn (Duitsland).

## Wedstrijden
| №  | Plaats         | Datum            | Competitie                  | Wedstrijd         | Uitslag |
| -- | -------------- | ---------------- | --------------------------- | ----------------- | ------- |
| 1  | Madrid         | 15 mei 1929      | Vriendschappelijk           | Spanje − Engeland | 4 − 3   |
| 2  | Londen         | 9 december 1931  | Vriendschappelijk           | Engeland − Spanje | 7 − 1   |
| 3  | Rio de Janeiro | 2 juli 1950      | WK 1950                     | Spanje − Engeland | 1 − 0   |
| 4  | Madrid         | 18 mei 1955      | Vriendschappelijk           | Spanje − Engeland | 1 − 1   |
| 5  | Londen         | 30 november 1955 | Vriendschappelijk           | Engeland − Spanje | 4 − 1   |
| 6  | Madrid         | 15 mei 1960      | Vriendschappelijk           | Spanje − Engeland | 3 − 0   |
| 7  | Londen         | 26 oktober 1960  | Vriendschappelijk           | Engeland − Spanje | 2 − 0   |
| 8  | Madrid         | 8 december 1965  | Vriendschappelijk           | Spanje − Engeland | 0- − 2  |
| 9  | Londen         | 24 mei 1967      | Vriendschappelijk           | Engeland − Spanje | 2 − 0   |
| 10 | Londen         | 3 april 1968     | EK 1968 kwalificatie        | Engeland − Spanje | 1 − 0   |
| 11 | Madrid         | 8 mei 1968       | EK 1968 kwalificatie        | Spanje − Engeland | 1 − 2   |
| 12 | Barcelona      | 26 maart 1980    | Vriendschappelijk           | Spanje − Engeland | 0 − 2   |
| 13 | Napels         | 18 juni 1980     | EK 1980                     | Spanje − Engeland | 1 − 2   |
| 14 | Londen         | 25 maart 1981    | Vriendschappelijk           | Engeland − Spanje | 1 − 2   |
| 15 | Madrid         | 5 juli 1982      | WK 1982                     | Spanje − Engeland | 0 − 0   |
| 16 | Madrid         | 18 februari 1987 | Vriendschappelijk           | Spanje − Engeland | 2 − 4   |
| 17 | Santander      | 9 september 1992 | Vriendschappelijk           | Spanje − Engeland | 1 − 0   |
| 18 | Londen         | 22 juni 1996     | EK 1996                     | Engeland − Spanje | 0 − 0   |
| 19 | Birmingham     | 28 februari 2001 | Vriendschappelijk           | Engeland − Spanje | 3 − 0   |
| 20 | Madrid         | 17 november 2004 | Vriendschappelijk           | Spanje − Engeland | 1 − 0   |
| 21 | Manchester     | 7 februari 2007  | Vriendschappelijk           | Engeland − Spanje | 0 − 1   |
| 22 | Sevilla        | 11 februari 2009 | Vriendschappelijk           | Spanje − Engeland | 2 − 0   |
| 23 | Londen         | 12 november 2011 | Vriendschappelijk           | Engeland − Spanje | 1 − 0   |
| 24 | Alicante       | 13 november 2015 | Vriendschappelijk           | Spanje − Engeland | 2 − 0   |
| 25 | Londen         | 15 november 2016 | Vriendschappelijk           | Engeland − Spanje | 2 − 2   |
| 26 | Londen         | 8 september 2018 | UEFA Nations League 2018/19 | Engeland − Spanje | 1 − 2   |
| 27 | Sevilla        | 15 oktober 2018  | UEFA Nations League 2018/19 | Spanje − Engeland | 2 − 3   |
| 28 | Berlijn        | 14 juli 2024     | EK 2024                     | Spanje − Engeland | 2 − 1   |

## Samenvatting
| Competitie          | Totaal gespeeld | Winst Engeland | Gelijk | Winst Spanje | Doelsaldo Engeland – Spanje |
| ------------------- | --------------- | -------------- | ------ | ------------ | --------------------------- |
| WK-eindronde        | 2               | 0              | 1      | 1            | 0 − 1                       |
| EK-eindronde        | 3               | 1              | 1      | 1            | 3 − 3                       |
| EK-kwalificatie     | 2               | 2              | 0      | 0            | 3 − 1                       |
| UEFA Nations League | 2               | 1              | 0      | 1            | 4 − 4                       |
| Vriendschappelijk   | 19              | 9              | 2      | 8            | 36 − 25                     |
| Totaal              | 28              | 13             | 4      | 11           | 46 − 34                     |

Wedstrijden bepaald door strafschoppen worden, in lijn met de FIFA, als een gelijkspel gerekend.

## Details

### Twaalfde ontmoeting
| Vriendschappelijk (Barcelona, Spanje, 26 maart 1980): |       |                                      |
| Spanje                                                | 0 – 2 | Engeland                             |
|                                                       | goals | 16' Tony Woodcock 65' Trevor Francis |

### Dertiende ontmoeting
| EK 1980 (Napels, Italië, 18 juni 1980): |       |                              |
| Engeland                                | 2 – 1 | Spanje                       |
| Trevor Brooking 18' Tony Woodcock 71'   | goals | 48' (pen.) Daniel Ruiz Bazán |

### Veertiende ontmoeting
| Vriendschappelijk (Londen, Verenigd Koninkrijk, 25 maart 1981): |       |                                       |
| Engeland                                                        | 1 – 2 | Spanje                                |
| Glenn Hoddle 26'                                                | goals | 6' Jesús Satrustegui 32' Jesús Zamora |
| - Debuut van Antonio Maceda voor Spanje.                        |       |                                       |

### Vijftiende ontmoeting
| WK 1982 (Madrid, Spanje, 5 juli 1982): |              | |
| Engeland | 0 – 0        | Spanje |
| | goals        | |
| Ron Greenwood | bondscoach   | José Santamaría |
| Peter Shilton Mick Mills Terry Butcher Phil Thompson Kenny Sansom Bryan Robson Ray Wilkins Trevor Francis Tony Woodcock 64' Paul Mariner Graham Rix 63' | opstellingen | Luis Arconada José Antonio Camacho Rafael Gordillo Miguel Ángel Alonso 73' Miguel Tendillo José Ramón Alexanco Jesús Zamora Santiago Urquiaga 67' Enrique Saura Santillana Jesús María Satrústegui |
| Trevor Brooking 63' Kevin Keegan 64' | wissels      | 67' Pedro Uralde 73' Antonio Maceda |
| Ray Wilkins 15' | gele kaarten | |

### Zeventiende ontmoeting
| Vriendschappelijk (Santander, Spanje, 9 september 1992):                                                                          |       |          |
| Spanje | 1 – 0 | Engeland |
| Gregorio Fonseca 11' | goals |          |
| - Debuut van David Bardsley (Queen's Park Rangers), Paul Ince (Manchester United) en David White (Manchester City) voor Engeland. |       |          |

### 23ste ontmoeting
| Vriendschappelijk (Londen, Verenigd Koninkrijk, 12 november 2011):                                                                                                 |              | |
| Engeland | 1 – 0        | Spanje |
| Frank Lampard 49' | goals        | |
| Fabio Capello | bondscoach   | Vicente del Bosque |
| Joe Hart Ashley Cole Phil Jagielka Glen Johnson Joleon Lescott Phil Jones 57' Frank Lampard 57' James Milner 76' Scott Parker 85' Theo Walcott 46' Darren Bent 63' | opstellingen | 46' Iker Casillas 75' Sergio Ramos Álvaro Arbeloa Gerard Piqué Jordi Alba 75' Andrés Iniesta Xabi Alonso 46' Xavi David Silva 64' Sergio Busquets David Villa |
| Stewart Downing 46' Gareth Barry 57' Jack Rodwell 57' Danny Welbeck 63' Adam Johnson 76' Kyle Walker 85'                                                           | wissels      | 46' Pepe Reina 73' Juan Mata 73' Cesc Fàbregas 64' Fernando Torres 75' Carles Puyol 75' Santi Cazorla                                                         |
| James Milner 42' | gele kaarten | 60' Sergio Ramos 61' Cesc Fàbregas |
| - Debuut van Jack Rodwell (Everton) en Kyle Walker (Tottenham Hotspur) voor Engeland.                                                                              |              | |

FA · A-internationals · Selecties · Bondscoaches · Engels vrouwenelftal · Brits olympisch elftal · Engeland -21 · Engeland -20 · Engeland -19 · Engeland -18 · Engeland -17 · Engeland -16 · Vrouwen -17
1872 – 1899 ·
1900 – 1919 ·
1920 – 1929 ·
1930 – 1939 ·
1940 – 1949 ·
1950 – 1959 ·
1960 – 1969 ·
1970 – 1979 ·
1980 – 1989 ·
1990 – 1999 ·
2000 – 2009 ·
2010 – 2019 ·
2020 − 2029
EK's: 1968 ·
1980 ·
1988 ·
1992 ·
1996 ·
2000 ·
2004 ·
2012 · 
2016 · 
2020 · 
2024
WK's: 1950 ·
1954 ·
1958 ·
1962 ·
1966 ·
1970 ·
1982 ·
1986 ·
1990 ·
1998 ·
2002 ·
2006 ·
2010 ·
2014 ·
2018 · 
2022
Albanië ·
Algerije ·
Andorra ·
Argentinië ·
Australië ·
Azerbeidzjan ·
België ·
Bosnië en Herzegovina ·
Brazilië ·
Bulgarije ·
Canada ·
Chili ·
China ·
Colombia ·
Costa Rica ·
Cyprus ·
Denemarken ·
DDR · 
Duitsland ·
Ecuador ·
Egypte ·
Estland ·
Finland ·
Frankrijk ·
Georgië ·
Ghana ·
GOS ·
Griekenland ·
Honduras ·
Hongarije ·
Ierland ·
IJsland · 
Iran ·
Israël ·
Italië ·
Ivoorkust ·
Jamaica ·
Japan ·
Joegoslavië ·
Kameroen ·
Kazachstan ·
Koeweit ·
Kosovo ·
Kroatië ·
Liechtenstein ·
Litouwen ·
Luxemburg ·
Maleisië ·
Malta ·
Marokko ·
Mexico ·
Moldavië ·
Montenegro ·
Nederland ·
Nieuw-Zeeland ·
Nigeria ·
Noord-Ierland ·
Noord-Macedonië ·
Noorwegen ·
Oekraïne ·
Oostenrijk ·
Panama · 
Paraguay ·
Peru · 
Polen ·
Portugal ·
Roemenië ·
Rusland ·
San Marino · 
Saoedi-Arabië ·
Schotland ·
Senegal ·
Servië ·
Servië en Montenegro · 
Slovenië ·
Slowakije ·
Sovjet-Unie ·
Spanje ·
Trinidad en Tobago ·
Tsjechië ·
Tsjecho-Slowakije ·
Tunesië ·
Turkije ·
Uruguay ·
Verenigde Staten ·
Wales ·
Wit-Rusland ·
Zuid-Afrika ·
Zuid-Korea ·
Zweden ·
Zwitserland
Algerije (2010) · 
Argentinië (1986) · 
Argentinië (1998) · 
Argentinië (2002) · 
België (1990) · 
België (2018, 1) · 
België (2018, 2) · 
Brazilië (2002) · 
Colombia (1998) ·
Colombia (2018) ·
Costa Rica (2014) ·
Denemarken (2002) ·
Denemarken (2021) · 
Duitsland (2000) ·
Duitsland (2010) ·
Duitsland (2021) ·
Ecuador (2006) ·
Egypte (1990) ·
Frankrijk (1982) ·
Frankrijk (2012) ·
Frankrijk (2022) ·
Ierland (1990) · 
IJsland (2016) ·
Italië (1990) · 
Italië (2012) · 
Italië (2014) · 
Italië (2021) · 
Kameroen (1990) · 
Koeweit (1982) · 
Kroatië (2018) ·
Kroatië (2021) · 
Marokko (1986) · 
Nederland (1990) · 
Nigeria (2002) · 
Oekraïne (2012) · 
Oekraïne (2021) ·
Panama (2018) · 
Paraguay (1986) · 
Paraguay (2006) · 
Polen (1986) · 
Portugal (1986) · 
Portugal (2000) · 
Portugal (2006) · 
Roemenië (1998) ·
Roemenië (2000) ·
Rusland (2016) ·
Schotland (2021) ·
Senegal (2022) ·
Slovenië (2010) ·
Slowakije (2016) ·
Spanje (1982) ·
Spanje (2024) ·
Trinidad en Tobago (2006) ·
Tsjechië (2021) ·
Tsjecho-Slowakije (1982) ·
Tunesië (1998) ·
Tunesië (2018) ·
Uruguay (2014) ·
Verenigde Staten (2010) ·
Wales (2016) · 
West-Duitsland (1966) ·
West-Duitsland (1982) ·
West-Duitsland (1990) ·
Zweden (2002) ·
Zweden (2006) · 
Zweden (2012)
RFEF · A-internationals · Selecties · Bondscoaches · Spaans vrouwenelftal · Olympisch elftal · Spanje U21 · Spanje U20 · Spanje U19 · Spanje U18 · Spanje U17 · Spanje U16 · Vrouwen U17
1920 – 1929 ·
1930 – 1939 ·
1940 – 1949 ·
1950 – 1959 ·
1960 – 1969 ·
1970 – 1979 ·
1980 – 1989 ·
1990 – 1999 ·
2000 – 2009 ·
2010 – 2019 ·
2020 − 2029
EK's: 1964 · 
1980 · 
1984 · 
1988 · 
1996 · 
2000 · 
2004 · 
2008 · 
2012 · 
2016 · 
2020 · 
2024
WK's: 1934 · 
1950 · 
1962 · 
1966 · 
1978 · 
1982 · 
1986 · 
1990 · 
1994 · 
1998 · 
2002 · 
2006 · 
2010 · 
2014 · 
2018 · 
2022
OS: 1920 ·
1924 · 
1928 · 
1968 · 
1976 · 
1980 · 
1992 · 
1996 · 
2000 · 
2012 ·
2020
1920 · 
1921 · 
1922 · 
1923 · 
1924 · 
1925 · 
1926 · 
1927 · 
1928 · 
1929 · 
1930 · 
1931 · 
1932 · 
1933 · 
1934 · 
1935 · 
1936 · 
1937 · 1939 · 1940 · 
1941 · 
1942 · 
1943 · 1944 · 
1945 · 
1946 · 
1947 · 
1948 · 
1949 · 
1950 · 
1952 · 
1952 · 
1953 · 
1954 · 
1955 · 
1956 · 
1957 · 
1958 · 
1959 · 
1960 · 
1961 · 
1962 · 
1963 · 
1964 · 
1965 · 
1966 · 
1967 · 
1968 · 
1969 · 
1970 · 
1971 · 
1972 · 
1973 · 
1974 · 
1975 · 
1976 · 
1977 · 
1978 · 
1979 · 
1980 · 
1981 · 
1982 · 
1983 · 
1984 · 
1985 · 
1986 · 
1987 · 
1988 · 
1989 · 
1990 · 
1991 · 
1992 · 
1993 · 
1994 · 
1995 · 
1996 · 
1997 · 
1998 · 
1999 · 
2000 · 
2001 · 
2002 · 
2003 · 
2004 · 
2005 · 
2006 · 
2007 · 
2008 · 
2009 · 
2010 · 
2011 · 
2012 · 
2013 ·
2014 ·
2015 ·
2016 ·
2017 ·
2018 ·
2019 ·
2020 ·
2021 ·
2022
Albanië ·
Algerije ·
Andorra ·
Argentinië ·
Armenië ·
Australië ·
Azerbeidzjan ·
België ·
Bolivia ·
Bosnië en Herzegovina ·
Brazilië ·
Bulgarije ·
Canada ·
Chili ·
China ·
Colombia ·
Costa Rica ·
Cyprus ·
DDR ·
Denemarken ·
Duitsland ·
Ecuador ·
Egypte ·
El Salvador ·
Engeland ·
Estland ·
Equatoriaal-Guinea · 
Faeröer ·
Finland ·
Frankrijk ·
GOS ·
Georgië ·
Griekenland ·
Haïti ·
Honduras ·
Hongarije ·
Ierland ·
IJsland ·
Irak ·
Iran ·
Israël ·
Italië ·
Ivoorkust ·
Japan ·
Joegoslavië ·
Jordanië ·
Kosovo ·
Kroatië ·
Letland ·
Liechtenstein ·
Litouwen ·
Luxemburg ·
Malta ·
Marokko ·
Mexico ·
Nederland ·
Nieuw-Zeeland ·
Nigeria ·
Noord-Ierland ·
Noord-Macedonië ·
Noorwegen ·
Oekraïne ·
Oostenrijk ·
Panama ·
Paraguay ·
Peru ·
Polen ·
Portugal ·
Puerto Rico ·
Roemenië ·
Rusland ·
San Marino ·
Saoedi-Arabië ·
Schotland ·
Servië ·
Servië en Montenegro ·
Slovenië ·
Slowakije ·
Sovjet-Unie ·
Tahiti ·
Tsjechië ·
Tsjecho-Slowakije ·
Tunesië ·
Turkije ·
Uruguay ·
Venezuela ·
Verenigde Staten ·
Wales ·
Wit-Rusland ·
Zuid-Afrika ·
Zuid-Korea ·
Zweden ·
Zwitserland
Australië (2014) ·
Brazilië (2013) ·
Chili (2010) ·
Chili (2014) ·
Costa Rica (2022) ·
Duitsland (2008) ·
Duitsland (2022) ·
Engeland (1982) ·
Engeland (2024) ·
Frankrijk (1984) ·
Frankrijk (2006) ·
Frankrijk (2012) ·
Frankrijk (2021) ·
Griekenland (2008) ·
Honduras (2010) ·
Ierland (2012) ·
Iran (2018) ·
Italië (2008) ·
Italië (2012, 1) ·
Italië (2012, 2) ·
Italië (2016) ·
Italië (2021) ·
Japan (2022) ·
Kroatië (2012) ·
Kroatië (2021) ·
Marokko (2018) ·
Marokko (2022) ·
Nederland (2010) ·
Nederland (2014) ·
Oekraïne (2006) ·
Paraguay (2002) ·
Polen (2021) ·
Portugal (2012) ·
Portugal (2018) ·
Rusland (2008, 1) ·
Rusland (2008, 2) ·
Rusland (2018) ·
Saoedi-Arabië (2006) ·
Slovenië (2002) ·
Slowakije (2021) ·
Sovjet-Unie (1964) ·
Tsjechië (2016) ·
Tunesië (2006) ·
Turkije (2016) ·
West-Duitsland (1982) ·
Zuid-Afrika (2002) ·
Zweden (2008) ·
Zweden (2021) ·
Zwitserland (2010) ·
Zwitserland (2021)